# Gerhart Rathenau

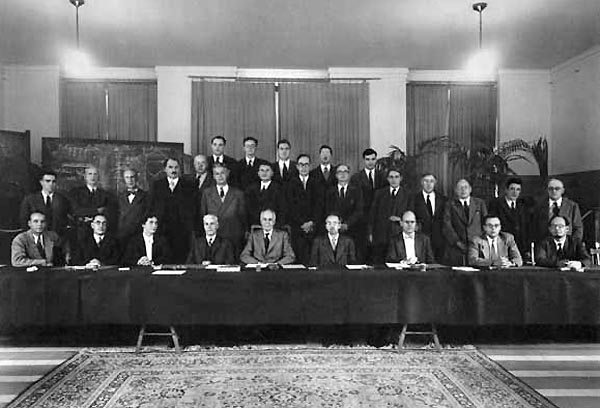
Solvay Conferentie in Brussel (1951).Links naar rechts (zittend): Crussaro, N.P. Allen, Cauchois, Borelius, Bragg, Moller, Sietz, Hollomon, Frank;
middelste rij: Rathenau, Koster, Rudberg, Flamache, Goche, Groven, Orowan, Burgers, Shockley, Guinier, C.S. Smith, Dehlinger, Laval, Henriot;
bovenste rij: Gaspart, Lomer, Cottrell, Homes, Curien

Gerhart Wolfgang (Gerhart) Rathenau (Berlin-Charlottenburg, 25 juni 1911 – Waalre, 6 januari 1989) was een Duits-Nederlands wetenschapper en hoogleraar.

## Biografie

### Jonge jaren
De in Duitsland opgegroeide Rathenau studeerde natuurkunde aan de Humboldtuniversiteit te Berlijn en aan de Georg-August-Universität Göttingen. In 1933 vertrok hij, inmiddels gepromoveerd, naar Nederland om als buitenlandse gastonderzoeker aan de Universiteit van Groningen voor Dirk Coster, hoogleraar Natuurkunde en Meteorologie, te gaan werken. Vervolgens werkte hij enkele jaren als assistent-conservator bij het natuurkundig laboratorium van de Teyler’s Stichting in Haarlem.
Daarna toog hij naar Noord-Brabant, waar hij vanaf 1938 bij het Natuurkundig Laboratorium, het ‘Nat.Lab.’, van Philips ging werken. Er is weinig bekend over hoe Rathenau de Tweede Wereldoorlog is doorgekomen. Wel weten we dat hij aan het hoofd stond van het Speciaal Ontwikkelings Bureau (SOBU), waar Philips zijn joodse medewerkers tussen december 1941 en augustus 1943 liet werken en hen in die periode enigszins bescherming bood.

### Docent
In 1953 werd hij benoemd tot hoogleraar Experimentele natuurkunde aan de Universiteit van Amsterdam (UvA). Vanuit die functie was hij hoogleraar-directeur van het Natuurkundig Laboratorium aan de Plantage Muidergracht. Rathenau was een geliefd docent. In een tijd waarin het onderwijs nog vrij traditioneel was opgezet, gaven hij en zijn assistent voor de studenten aantrekkelijke colleges. Zo maakte hij, gepaard met een sterk Duits accent, de wetten van mechanica, elektriciteit en magnetisme zichtbaar met behulp van allerlei illustratieve demonstraties, aldus een oud-student. Als onderzoeker heeft hij daarnaast een stevige traditie op het gebied van de vastestoffysica gevestigd, waarvan velen in zijn kielzog hebben geprofiteerd. De waardering hiervoor bleek uit zijn benoeming in 1960 tot lid van de Koninklijke Nederlandse Akademie van Wetenschappen (KNAW) en tot Officier in de Orde van Oranje-Nassau in 1972.
Na tien jaar werken aan de universiteit keerde Rathenau in 1963 terug naar Eindhoven, al bleef hij als bijzonder hoogleraar Magnetisme verbonden met de wetenschap. Vier jaar later werd hij directeur van het Nat.Lab., een functie die hij slechts een paar jaar bekleedde. Zeer betekenisvol was zijn werk als eerste internationale researchcoördinator bij het Nat.Lab., wat hij de laatste twee jaren voor zijn pensioen deed. In die functie moest hij enige samenhang gaan aanbrengen tussen activiteiten van het alsmaar toenemende aantal laboratoria in het buitenland. Zodoende ging het Nat.Lab. deel uitmaken van een bredere researchorganisatie van Philips, tegenwoordig bekend als Philips Research. Rathenau zag het als taak “de technische vernieuwing van onze industrieën te garanderen die voor hun voortbestaan nodig is”. Research in het belang van het voortbestaan en welzijn van de onderneming, dat was zijn visie. In 1974 nam hij er afscheid.

### Commissie-Rathenau
Maar Rathenau was ook maatschappelijk zeer betrokken, zoals blijkt uit zijn lidmaatschap van de eerste Wetenschappelijke Raad voor het Regeringsbeleid, de WRR, begin jaren zeventig. Nationale bekendheid verwierf hij na zijn pensioen, als voorzitter van de commissie die eind jaren zeventig de maatschappelijke gevolgen van micro-elektronica, de chip, onderzocht. Dankzij die technologie nam de informatietechnologie een hoge vlucht. De regering zag hierin belangrijke economische krachten waarop Nederland diende mee te surfen om internationaal overeind te blijven. Er was immers veel potentieel in huis, met een niet onaanzienlijke industrie (zoals Philips) en veel kennis aan de technische universiteiten. De commissie-Rathenau adviseerde om deze kennis en researchmiddelen te kanaliseren.
Maar er waren ook zorgen over de maatschappelijke consequenties die nieuwe technologieën konden hebben. Zo waren velen bezorgd dat automatisering gevolgen had voor de werkgelegenheid. Daarom adviseerde de commissie de regering om de maatschappelijke betekenis van nieuwe technologie systematisch te gaan bestuderen, in jargon Technology Assessment geheten.Hoewel de chip vandaag de dag niet meer weg te denken is, waren de precieze gevolgen in die tijd moeilijk te voorspellen. Zeker is dat de commissie-Rathenau de ogen van menig beleidsmaker en politicus voor de kansen en risico’s van micro-elektronica mede heeft geopend.

### Verhitte debatten
De regering nam de adviezen in ieder geval serieus en besloot het werk van de adviesgroep voort te zetten. Het belang daarvan werd nog eens versterkt door enkele verhitte politieke en maatschappelijke debatten uit die tijd over nieuwe technologische ontwikkelingen, zoals kernenergie en de mogelijkheid erfelijk materiaal naar andere planten of dieren te verplaatsen (recombinant-DNA).
Redenen genoeg voor de toenmalige minister van Onderwijs en Wetenschappen Deetman om in 1986 de Nederlandse Organisatie voor Technologisch Aspectenonderzoek (NOTA) in het leven te roepen. Deze onafhankelijke organisatie had de taak de maatschappelijke gevolgen van technologie en wetenschap in kaart te brengen. Acht jaar later werd NOTA omgedoopt in Rathenau Instituut, als eerbetoon aan een van de grondleggers van Technology Assessment in Nederland. Hijzelf mocht dit niet meer meemaken; hij overleed in 1989.